# Lia
Segons el llibre del Gènesi, Lia (en hebreu לֵאָה בת-לָבָן Lēāh bat Lāvān) va ser la primera esposa del patriarca Jacob i mare de sis dels dotze futurs caps de les tribus d'Israel i de l'única filla del patriarca.
Lia era la filla gran de Laban, un terratinent d'Aram-Naharaim (Mesopotàmia). Un dia el seu pare acollí Jacob, un cosí de Lia que venia de Canaan perquè s'amagava del seu germà gran Esaú, que volia assassinar-lo. El jove s'instal·là a casa seva i de seguida s'enamorà de Raquel, la germana petita de Lia.

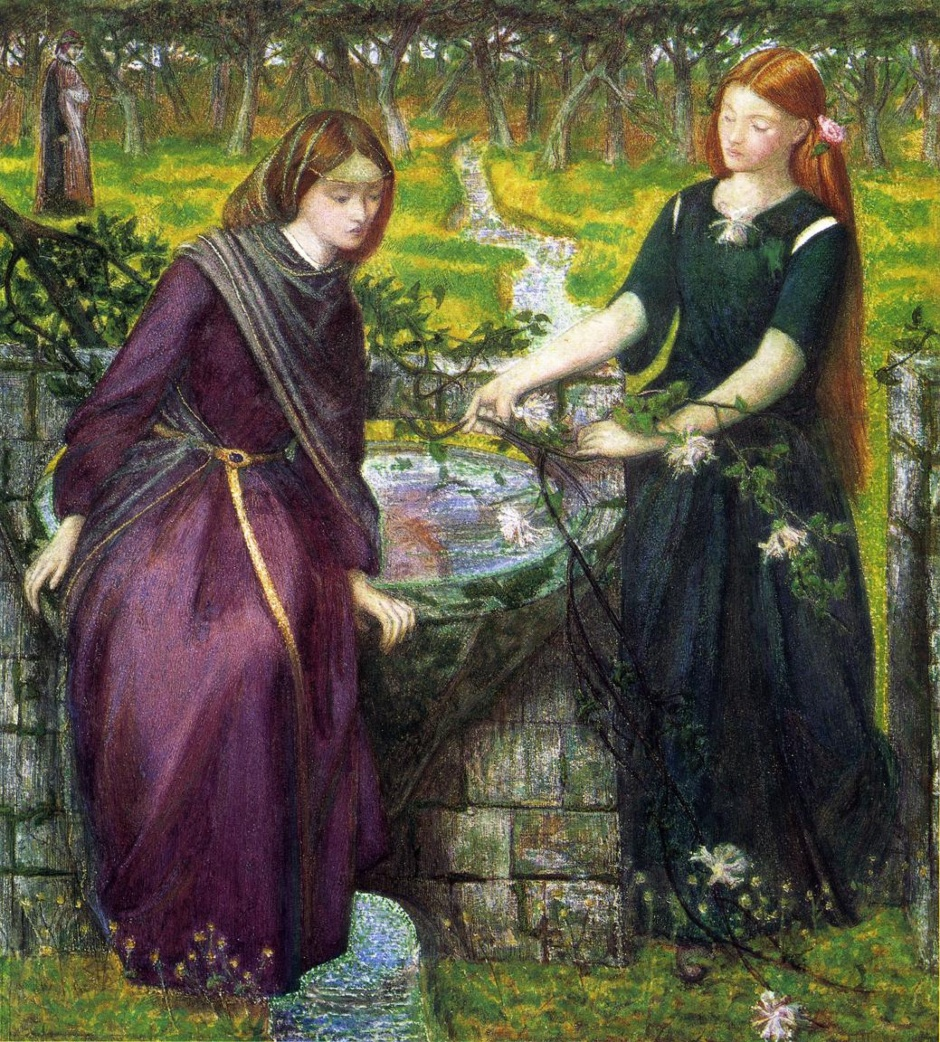
Raquel i Lia, de Dante Gabriel Rossetti (1855)

Va demanar de casar-se amb la noia, i li va dir a Laban: "Et serviré durant set anys si em dones a Raquel per esposa". Però Laban, seguint la tradició, va dir-li que primer havia de casar la filla gran, i va dir-li a Lia que s'allités amb Jacob. Jacob es va molestar, perquè estimava Raquel, i Laban li va dir que acabés la setmana i li donaria Raquel si treballava per ell set anys més. Així va ser com Jacob va passar un total de catorze anys treballant per a Laban. El Gènesi diu que Jahvè va veure que Jacob no estimava Lia, però va decidir que seria ella la que li donés fills, mentre que Raquel va ser estèril durant un temps.
Durant els primers anys de matrimoni, Lia va donar-li a Jacob quatre fills:
- Rubèn, el primogènit
- Simeó, el segon fill
- Leví, futur cap dels sacerdots d'Israel
- Judà, futur cap d'Israel

Jacob va allitar-se amb l'esclava de Lia, Zilpà, que va engendrar dos fills. Segons la llei, aquests dos fills també eren de Lia:
- Gad
- Aser

Poc després, Lia va quedar prenyada de nou i va donar a llum tres fills més:
- Issacar
- Zabuló
- Dina, l'única filla.

Amb el temps, la família de Laban va enemistar-se amb la de Jacob, que decidí marxar cap a Siquem a Canaan. Un dia la seva filla Dina va ser raptada pel príncep local, que la va violar. A continuació, el pare del violador anà a trobar Jacob i li demanà la mà de la filla per al jove príncep i va oferir les seves filles als fills de Jacob, a fi d'unir-se en un sol poble.
Els germans i germanastres de Dina els van dir als cananeus de la ciutat de Siquem que no podien donar les seves dones a persones incircumcises. Així, tota la població es va circumcidar. Dos dies més tard, però, Simeó i Leví van entrar a la ciutat i aprofitant que els homes tenien dolors a les parts, els van matar a tots, van saquejar la ciutat i es van apropiar dels seus ramats i de les seves dones i fills. Així que se n'assabentà, Jacob va manar desfer el campament i marxar de Siquem per evitar una guerra venjativa, i per mandat de Déu va anar a Betel a aixecar-li un altar.
Van viure un temps prop de Betlem, on va morir la seva germana Raquel, fins que van traslladar-se a Hebron, a la casa d'Isaac, sogre de Lia. Anys més tard, els fills de Jacob tornaven de pasturar els ramats i van explicar que una fera havia matat Josep, fill del patriarca i Raquel. Jacob va perdre les ganes de viure, va estripar la seva túnica i va guardar dol pel seu fill durant molt de temps.
Van passar els anys i van arribar uns temps de sequera i fam, aleshores, Jacob va enviar els seus fills a Egipte per comprar provisions. Quan van tornar, van penedir-se davant del seu pare i li van explicar tota la veritat sobre el seu germà Josep. L'havien venut a un mercader d'esclaus ismaelita i, després de diverses aventures, s'havia convertit en regent d'Egipte. També li van explicar que Josep els havia demanat que s'instal·lessin al delta del Nil, on hi havia aliments per a tothom.
Així va ser com tota la família emigrà cap a Egipte. Setanta anys després, Lia va enviudar i va tornar a Canaan per enterrar les despulles del seu espòs a la Tomba dels Patriarques, prop de la ciutat d'Hebron. Finalment, quan ella va morir, es va complir la seva voluntat i va ser enterrada juntament amb el seu marit.